# Ahmed Johnson
Anthony Norris (ur. 1963 w Lake Alfred, Floryda) – amerykański wrestler, futbolista, żołnierz i treser, lepiej znany pod swoim pseudonimem ringowym jako Ahmed Johnson.

## Wczesne życie i pierwsze kariery
Urodził się jako Anthony Norris w Lake Alfred w stanie Floryda. W liceum trenował lekkoatletykę, zapasy, futbol amerykański i koszykówkę. Twierdził, że jego ojciec nadużywał przemocy wobec swojej rodziny i wielokrotnie bił jego matkę
W czasie studiów na Uniwersytecie Tennessee grał w futbol amerykański w drużynie Dallas Cowboys w lidze National Football League na pozycji środkowego linebackera. Uczestniczył w dwóch sezonach: 1990 i 1991.
Po zakończeniu kariery futbolowej poszedł do wojska i dołączył do oddziału Delta Force. Zakończył karierę wojskową po tym, jak pobił swojego kapitana, nie wytrzymując wywieranej przez niego presji.
Następnie rozpoczął pracę we florydzkim cyrku Circus World jako pogromca lwów dla głównego tresera, Dave’a McMillana. Pomagał tresować lwy, tygrysy, pantery i lamparty.

## Kariera wrestlerska
Trenował wrestling w szkole Steve’a Caseya i Ivana Putskiego w Houston w stanie Teksas, razem z Bookerem T i Stevie’em Rayem Huffmanem.
Debiutował pod pseudonimem Moadib w 1992 w teksańskiej organizacji wrestlingu Global Wrestling Federation (GWF). Następnie przeniósł się do United States Wrestling Association (USWA), gdzie przyjął pseudonim Ahmed Johnson.
W 1995 został zatrudniony przez World Wrestling Federation. Aby zostać przyjętym, skłamał na temat swojego wieku, ukrywając, że ukończył już 30 lat. Debiutował 23 października. Szybko zrobił wrażenie na publiczności, wykonując body slam na Yokozunie.
23 lipca 1996 na gali King of the Ring pokonał Goldusta w walce o mistrzostwo Intercontinental. Tym samym stał się pierwszym czarnoskórym zawodnikiem, który zdobył mistrzostwo indywidualne w WWF. Skutecznie obronił mistrzostwo we wszystkich pojedynkach, jednak 19 sierpnia musiał je zwakować z powodu kontuzji nerki. W tym samym roku wygrał pierwszy turniej wrestlerski Kuwait Cup.
W 1998 odszedł z World Wrestling Federation. Jak sam deklarował, odszedł z własnej inicjatywy i na własnych warunkach, ponieważ nie miał zamiaru brać udziału w proponowanym mu wątku fabularnym.
Od 2000 występował w World Championship Wrestling jako Big T. Był częścią stajni Harlem Heat. Następnie do 2003 występował w Professional Championship Wrestling i Maximum Pro Wrestling pod swoim poprzednim pseudonimem.

## Po karierze wrestlerskiej
Po zakończeniu kariery wrestlerskiej w 2003 zamieszkał w Houston w stanie Teksas. Ukończył studia na uniwersytecie Huston–Tillotson University w Austin na wydziale kryminologii i został ojcem. Nadał swojej córce imię Nina.

## Mistrzostwa i osiągnięcia
- Pro Wrestling Illustrated
  - PWI sklasyfikowało go na 5. miejscu wśród 500 najlepszych wrestlerów w zestawieniu PWI 500 w 1996 roku.
  - PWI sklasyfikowało go na 380. miejscu wśród 500 najlepszych wrestlerów w zestawieniu PWI Years w 2003 roku.
  - Największy progres roku (1996)
- Texas All-Pro Wrestling
  - TAP Heavyweight Championship (1 raz)
- United States Wrestling Association
  - USWA Unified World Heavyweight Championship (1 raz)
- World Wrestling Federation
  - WWF Intercontinental Championship (1 raz)
  - Zwycięzca turnieju Kuwait Cup
  - Slammy Awards (1 raz)
    - Nowa sensacja kwadratowego pierścienia (New Sensation of the Squared Circle; 1996)
- Wrestling Observer Newsletter
  - Najgorszy podczas wywiadów (1996, 1997)

## Inne media
Jego postać wystąpiła w grach komputerowych WWF In Your House (1996) i WWF War Zone (1998).
Wystąpił w filmach fabularnych Świadek egzekucji (1994) jako Reggie Foster oraz Too Legit: The MC Hammer Story (2001) gdzie odegrał postać Mariona "Suge" Knighta. Pojawił się również w serialu Strażnik Teksasu w odcinku Unfinished Business gdzie odegrał postać imieniem Bruno.